# Cheilanthes × duriensis
Cheilanthes × duriensis là một loài dương xỉ trong họ Pteridaceae. Loài này được Mendon mô tả khoa học đầu tiên năm 1956.
Danh pháp khoa học của loài này chưa được làm sáng tỏ. 